# Heteranthera dubia
Heteranthera dubia là một loài thực vật có hoa trong họ Pontederiaceae. Loài này được Nicolaus Joseph von Jacquin mô tả khoa học đầu tiên năm 1768 dưới danh pháp Commelina dubia. Năm 1892 Conway MacMillan chuyển nó sang chi Heteranthera.